# 피와 나비
피와 나비는 현재 완결된 네이버 웹툰이다.

## 줄거리
나비 4명이 식인 벌레들을 해치우는 이야기이다. 그리고, 그들의 어두운 과거가 나오는 이야기이다.

## 등장인물
- 백매화(20)

본 웹툰의 남자 주인공이며 오래전에 정원의 연구원 (백희나)가 탈출시킨 네번째 나비이다. 흑발과 붉은색 눈을 가지고 있고 자신의 피로 무기를 만들 수 있으며, 
```
벌레를 죽일 때 벌레의 속마음이 들려 죽이는 것에 대한 거부반응이 일어나고 있다.자영에게 고백받고 자신도 자영을 좋아한다고 말했지만 거부반응때문에 자영과 키스를 한 후 구역질을해 자영과 사이가 틀어진 것으로 보인다. J를 공격하기 위해 간곳에서 자신이 벌레라는걸 알았다. 아직 나비가 된 것에 익숙치 않아 보인다. (최초의 벌레이다)
```

- 신자영(20)

첫번째 나비이며 낫처럼 생긴 무기를 사용한다. 적발 흑안을 가지고 있다. 
자신과는 다른 삶을 살아온 매화가 자신을 버텨내게 해준 신념을 깨버린것 같아서 매화를 싫어했지만 (매화를 뒷골목 양아치들에게서 구해준 계기로) 지금 매화 곁에는 아무도 없다는 것을 알고 자신이 그동안 매화를 싫어했던 이유를 말하며 대화를 주고받으며 친해진다. 최근화에서는 매화에게 호감이 있는 것으로 나타났지만 수진 할머니를 잃고 좌절한다. 매화에게 고백을 하고 매화도 자신을 좋아한다는 것을 알았다. 하지만 매화의 구역질 때문에 멘탈이 다시 깨진 것으로 보인다.
- 서하진(21)

두번째 나비이며 자신의 피로 연기를 피워 환각을 일으키는 능력이 있다. 말이 많고 소란스러우며, 주변에 있으면 정신이 없다. 팀의 분위기 메이커 역할이기도 하지만 다른 나비들이 모르는 무언가를 알고 있다. 과거편에서 한쪽눈을 가리고 다니는 이유가 나오며 나비신의 오른쪽눈을 빼서 자신의 눈에 넣었다는 사실이 밝혀졌다. 오른쪽 눈을 봉인한 기계를 한쪽 머리카락으로 가리고 다닌다. 서유진(하진의 부모)과 사이가 과거, 현재에도 좋지 않다.
- 류시아(18)(류시호)

세번째 나비이며 초록색 피를 가지고 있는 커트머리 나비이다. 활발한 성격이고 하진과 자주 티격태격한다. 사실은 언니 류시아가 죽자 그 자리를 메꾼 류시호이다. 류시아와 시호의 과거로 정원의 흑막이 밝혀졌다.
- 백희나

예전에 정원을 배신하고 네번째 나비인 매화를 빼돌린 장본인으로 매화의 누나이다. 하지만 기생 벌레에게 죽임을 당했다.
- 사라 로페즈

수진 할머니를 제외하고 자영이를 유일하게 가족처럼 대해주는 마음씨 좋은 정원의 나비담당 오퍼레이터이자 수석연구원이다.
- 서유진 박사

정원의 총 책임자이자 흑막이다. 서하진의 부모이다. 하진을 좋아하지 않는걸로 보인다.
- J

현재 정원에서 벌레들의 왕이라 유추하는 인물이다. 하진과 협력하고 있다.오래전, 정원의 연구원이었다.
- 나비신

세계가 벌레의 첫 등장으로 혼란스러울 때 나타나 벌레들에게 유일하게 대응할 수 있는 신비한 힘을 가진 소녀였다. 하지만 벌레와의 전투를 연이어 하다 죽게 됐다 (최초의 벌래이기도 하다).
- 수진 할머니

정원의 연구원이었으며, 자영이의 가족 같은 존재였으나 메리라는 기생벌레에게 죽임을 당하게 되어 자영을 절망시킨다.